# 王子晏
王子晏（1892年—1951年），名咸熙，浙江嘉兴人，中国近代围棋名家。他与顾水如并称为“南王北顾”。
王子晏早年曾跟随方金题、吴祥麐学棋。1920年代初他移居上海。因受张澹如赏识，供职于张担任常务理事的上海证券物品交易所。在挂名担任会计的同时，他得以专心钻研棋艺。1922年8月至1926年1月间，他曾与上海名手陶审安以通讯棋的方式进行了一场长达三年半的棋局，也是历史上历时最长的围棋对局。本因坊秀哉对此评价为“四易星霜，一局始竟，诚棋界协新颖有趣之事”。此外，他还常与来沪的日本棋手对弈，战胜过安藤馨、山平寿等，并曾与桥本宇太郎弈和。据统计，1920年至1930年间，他共与日本棋手对弈51局，获得胜34局、和4局、负12局、打挂1局的佳绩。
1926年，王子晏被日本棋院授予三段。1928年，日本濑越宪作在《支那棋界之现状》一文中认为，如将当时的中国棋手采用段位制划分为九个等级，王子晏与刘棣怀有八段实力，仅次于吴清源。1942年，濑越宪作、吴清源、桥本宇太郎一行访华，授予王子晏为日本四段。
1930年代后王子晏因病逐渐退出一线。1949年，他在上海创办了正风弈社。他在社内设立了学员考核制度授予段位，也是中国私家实行段位制的第一人。